# Талачево
Тала́чево (рос. Талачево, башк. Талас) — село у складі Стерлітамацького району Башкортостану, Росія. Входить до складу Буріказгановської сільської ради.
Населення — 895 осіб (2010; 897 в 2002).
Національний склад:
- башкири — 75%